# Malmö Redhawks
I Malmö Redhawks sono un club di hockey su ghiaccio con sede a Malmö, in Svezia.
Disputa le partite casalinghe alla Malmö Arena nel quartiere di Hyllie.